# Burg Weckenstein
Die Burg Weckenstein, auch Heidenschloss Storzingen genannt, ist eine mittelalterliche Burgruine südlich von Storzingen, einem Gemeindeteil von Stetten am kalten Markt im Landkreis Sigmaringen in Baden-Württemberg, Deutschland. Sie war die Stammburg des Adelsgeschlecht derer von Weckenstein.

## Lage

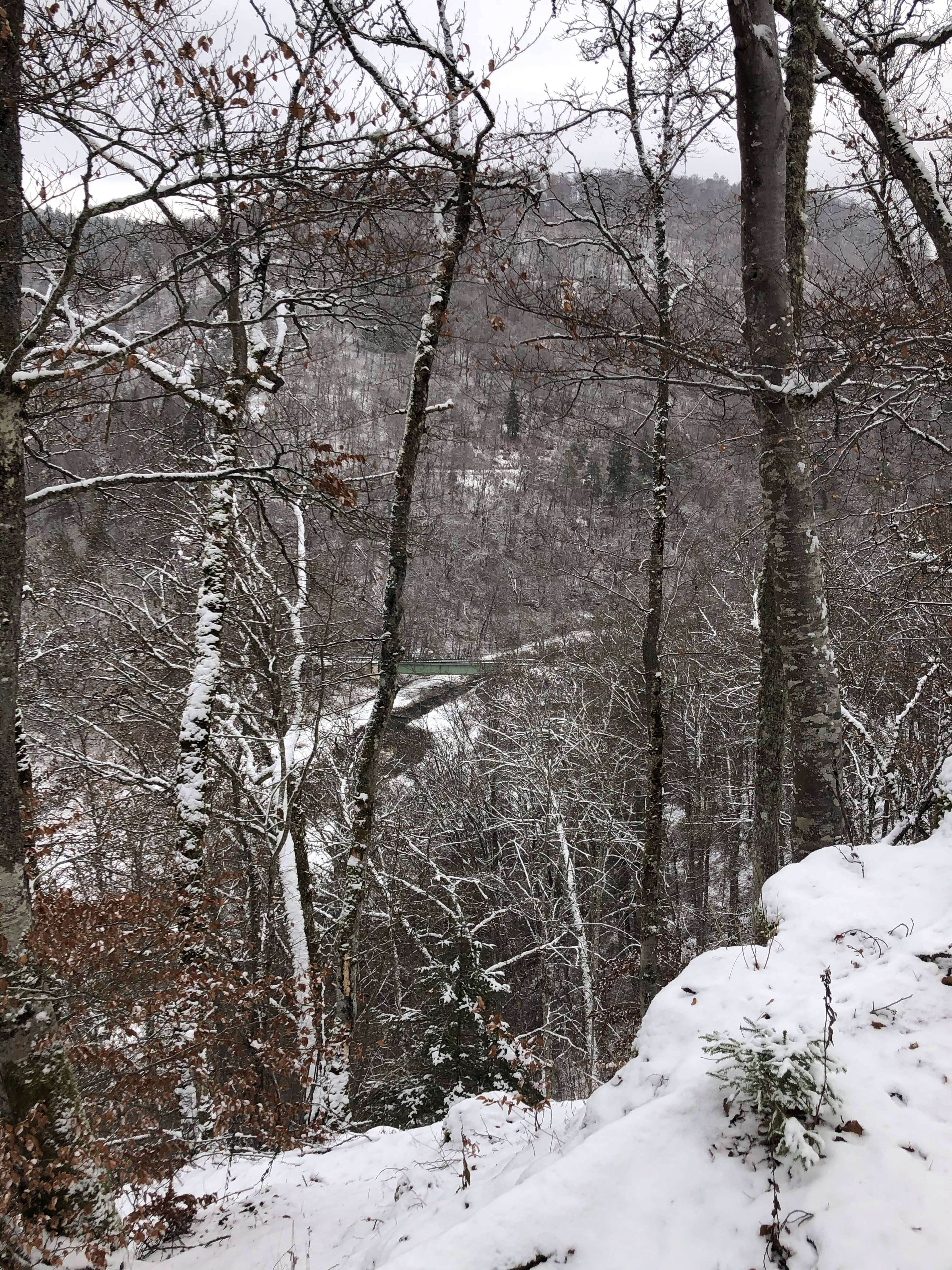
Blick von der Ruine ins Schmeiental

Die Ruine der Spornburg liegt auf einer bewaldeten Talkante rechts des Schmeientals auf rund 700 Meter über Normalnull auf der Gemarkungsgrenze von Storzingen und dem Sigmaringer Stadtteil Oberschmeien im Naturpark Obere Donau. Sie wurde in strategisch günstiger Lage auf einem auf der Nord- und Südseite steil abfallenden Geländesporn errichtet. Östlich der Burg auf circa 620 m fließt der Fluss Schmeie in südlicher Richtung der Donau entgegen.

## Geschichte
Die Burg Weckenstein zählt zu den frühen Burganlagen in der Region. Ihre Gründung wird noch vor 1150 datiert. Eine ständische Zuordnung des Geschlechts der Weckensteiner ist ungesichert. Eine Zuordnung der Weckensteiner zum Hochadel ist genauso denkbar wie eine zu den Edelfreien.

Wappen der Gemeinde Wald

Ritter Burkhard von Weckenstein wurde im Jahr 1212 urkundlich als Stifter des Zisterzienserklosters Wald genannt. Seine Schwester Judintha wurde Äbtissin, eine andere Schwester
Ita Priorin. Davor erwarb er von Ulrich von Balbe südlich von Storzingen ein Grundstück, auf dem sich eine kleine Kirche befand. Die Pläne, dort ein Zisterzienserkloster für seine beiden Schwestern zu errichten, verwarf er nach der Gründung in Wald zu Gunsten der zwischen 1227 und 1233 erbauten Burg. Zu dieser Zeit stand Burkhard in Diensten Kaiser Friedrichs II.
Immer wieder tauchte sein Name in Urkunden auf: Er war Zeuge bei einer Güterschenkung an das Kloster Wald (1230), bei der Übergabe des Gutes Boos an die Schwestern von Mengen durch Graf Gottfried von Sigmaringen (1231). Auch die Grafen von Veringen (1236/37), von Heiligenberg (1240) oder von Helfenstein (1241) nahmen ihn als Zeugen in ihre Urkunden auf. Konrad von Weckenstein (1238–1249) und Hermann von Weckenstein (1250) traten als Mönche in die Zisterzienserabtei Salem ein. 1287 wurde ein Konrad von Weckenstein in der Dienerschaft des Herzogs Konrad von Teck genannt. In einer Urkunde von 1304 nannte Graf Eberhard von Nellenburg die Brüder Johann, Heinrich und Burkhard von Weckenstein seine Getreuen.
Das Geschlecht derer von Weckenstein führte als Wappen auf rotem Schild eine auf die Spitze eines grünen Dreibergs stehende silberne Raute. Die Rautenform wird in der Heraldik als Wecke bezeichnet. Die Weckensteiner hatten ihren Namen wohl dem Grundriss der Burg zu verdanken – dieser gleicht einer Raute. Dreiberg und Raute befinden sich im Wappen der Gemeinde Wald.
1382 wurde ein Johann von Weckenstein anlässlich der Stiftung einer Messpfründe in der Kapelle zu Ebingen erwähnt. Dies war die letzte Erwähnung eines Weckensteiners. Mit dem Erlöschen des Geschlechts begann auch der Untergang der Stammburg. 1410 oder 1460 wurde sie in einer Grenzbeschreibung anlässlich der Belehnung der Werdenberger mit der Grafschaft Sigmaringen als „Burgstall“ bezeichnet.

## Burg Weckenstein und die Wallfahrt
Der Fund eines in die Mitte des 12. bis Ende des 13. Jahrhunderts datierten Pilgerzeichens aus Köln mit der Abbildung der Heiligen Drei Könige bei der Burg Weckenstein lässt die Schlussfolgerung zu, dass sie bei den mittelalterlichen Wallfahrten im 12. bis zur Mitte des 14. Jahrhunderts eine Rolle spielte.
Der im Archiv des Archäologischen Landesmuseums Baden-Württemberg in Konstanz aufbewahrte querrechteckige Flachguss mit vier seitlichen Ösen zeigt links die Heiligen Drei Könige im Huldigungsritus. Jeder hält einen Stab, der auf dem Boden aufsteht. Der andere Arm ist angewinkelt und hält eine Gabe. Gegenüber thront die bekrönte Muttergottes mit dem Kind. Im Mittelgiebel erscheint die geflügelte Büste des Sternenengels.
Dies ist insofern bemerkenswert, da aus dieser Zeit in ganz Baden-Württemberg lediglich 27 solcher Funde bekannt sind.

## Anlage
Der Grundriss der Burg, die Schutzwälle und die Position des Turms sind deutlich zu erkennen. Das Gemäuer ist an manchen Stellen ganz weggebrochen, an anderen ist es noch vollständig. Dort wo nur das Mauerfutter erhalten ist, ist der Mörtel sehr fest.
Die Burganlage auf dem rückenförmigen Fels ist frei zugänglich. Er wird im Süden (bergseitig) von dem schmalen Halsgraben, einer natürlichen Felsplatte vor einem Felskamm, getrennt. Der Zugang ist an der südlichen Bergflanke durch den Burggraben über einen erweiterten Vorhof zu finden.
Über einen Forstweg kann man in den Vorhof mit einer Kellergrube gelangen. Die Kellergrube ist die mögliche Lage des einstigen Wirtschaftsgebäudes. Der Vorhof geht über in einen äußeren Hof, der der eigentlichen Kernburg vorgelagert ist.
Die Kernburg ist von einer noch recht hohen polygonalen Ringmauer umgeben. Diese sitzt ganz außen auf dem Felsen, ist marode und an verschiedenen Stellen nicht mehr geschlossen, die Steine sind teilweise lose.
Den Mittelpunkt der Kernburg bildet ein rund 30 × 40 Meter messender Burghof. Linksseitig haben sich Reste des Bruchsteinmauerwerks erhalten. In dessen Verlängerung auf der rechten Seite liegen als Schuttkegel die Reste des Kernmauerwerks. Dort angrenzend wird die Lage des ehemaligen Tores vermutet. Im inneren Burghof linkerhand (Nordseite) weisen Mulden und Mauerschutt auf die Lage des Nebengebäudes hin. Im Osten (talseitig) befand sich auf exponierter Stelle möglicherweise das damalige Hauptgebäude (Palas).

## Sanierung
Über die Jahrhunderte verfiel die einst stattliche Anlage und wurde zur Ruine. Die Anlage befindet sich heute im Besitz der Gemeinde Stetten am kalten Markt. Im Februar 2009 gab das Landesamt für Denkmalpflege Baden-Württemberg bekannt, dass die Burgruine als Kulturdenkmal nach § 2 Denkmalschutzgesetz für Baden-Württemberg eingestuft wurde, an dessen Erhaltung vor allem aus heimatgeschichtlichen Gründen ein öffentliches Interesse besteht. Ein Ortstermin fand bereits im Sommer 2008 statt.
Im März 2009 wurden die gesamten Unterlagen der Denkmalpflege in Tübingen vorgelegt, damit dort der Umfang der Sanierung festgelegt und die dafür notwendigen finanziellen Mittel bereitgestellt werden können. Eine Vermessung und baugeschichtliche Untersuchung, sowie die Entfernung des starken Baumbewuchses wurde angeordnet. Die Kosten für die Vermessung trägt das Landesamt. Unterstützung bei der Sanierung erfolgt durch die Aktion Ruinenschutz Oberes Donautal e. V.
Für den Erhalt der Ruine war das im April 2009 begonnene Herausnehmen des hohen Baumbewuchs und der wildwuchernden Sträucher sinnvoll. Auch die topografische Vermessung der Burganlage wurde im April 2009 angeschlossen. Während das alte Gemäuer an manchen Stellen völlig weggebrochen ist, ist es an anderen Stellen noch fast vollständig vorhanden. Der gesamte Grundriss der Burg, die ehemaligen Schutzwälle und die Stellung des Turmes sind deutlich zu erkennen. An der ursprünglich ungewöhnlich starken Schildmauer fehlt die Mauerschale, der Mauerkern liegt offen und ungeschützt.
Eine Bewilligung von Mitteln durch das Landesamt steht noch aus, weitere Auskünfte soll es Anfang Juli 2009 geben, unter anderem hat die Schwörerstiftung eine Spende zugesagt.